# Slaget vid Nordkap
Slaget vid Nordkap var ett sjöslag under andra världskriget mellan Storbritannien och Nazityskland den 26 december 1943. Den 25 december 1943 lämnade den tyska slagkryssaren Scharnhorst den norska Altafjorden under konteramiral Erich Beys befäl tillsammans med fem jagare. Deras uppdrag var att genskjuta den kanadensiska atlantkonvojen som var på väg till Sovjetunionen. Vad tyskarna inte visste var att den brittiska Force 1 fanns i området och att Force 2 hade följt konvojen på ett väsentligt avstånd.